# راشد بن إسحاق
راشد بن إسحاق أبو حكيمة (نحو 160 هـ - 240 هـ): كاتب، أديب، ومن الشعراء المقدمين أيام المأمون والمعتصم بالله.ولد ونشأ في الكوفة، وأصله من الأنبار. ثم رحل إلى بغداد فاتصل فيها بالخلفاء من بني العباس، وعمل كاتباً مرموقاً في البلاط العباسي، وقد كان المأمون يتمثل من شعر أبي حكيمة.وهو من أقران وأصحاب: أبو شراعة القيسي وعبد الصمد المعذل،وله مع يحيى بن أكثم والفضل بن مروان أخبار.وكانت له مع الوزير ابن زيات مكاتبات ورسائل وود،وفي ذلك حكى عبد الله بن المعتز عن أشياخه أن: «بين ابن الزيات وبين أبي حكيمة مودة عجيبة وأنس كثير، فقدم ابن الزيات من مكة، فجعل الناس يحضرونه للتهنئة ويقولون: أين صديقك أبو حكيمة؟».
كان أبو حكيمة ظريفاً أديبا شاعرا، يميل إلى المجون والفكاهة، وقد سلك في أكثر شعره طريقة هي غاية في المجون والهزل والخلاعة في وصف ذكره، فراج أمره فيها جدا، حتى قال فيه صلاح الدين الصفدي: «أفنى عامة شعره في مراثي متاعه».وأنشد له ياقوت الحموي شعرا ثم قال: «لم أقف له على شعر خال من الفحش والمجون غيرها».إلا أن ذلك الوصف لم يكن دقيقاً، حيث وصلنا إلينا قصائد لا تدخل من قريب أو بعيد في مراثي قضيبه. ومع ذلك، يعتقد بعض الباحثين أن مجون وهزل أبو حكيمة أزهد الأدباء في جمع شعره.
يقال أنه أحب مغنية تدعى "جلنار" كانت جارية لأخته.ومع ذلك، فقد اتهمه عبد الله بن طاهر باللواط بأحد خدمة، وكان أبو حكيمة يعمل كاتباً لدى ابن طاهر، وفي ذلك قال أبو بكر بن المرزبان : «يُقَال إِنَّه إِنَّمَا يَقُول ذَلِك لتهمة لحقته من عبد الله بن طَاهِر أَيَّام خدمته لَهُ فِي خَادِم لعبد الله».ويقال لا إنما من اتهمه كان أبو الحسين إسحاق بن إبراهيم.وفي مزاعم المرزبان وآخرين أن تلك التهمة هي التي جعلته يدعي في شعره العنانة أي الضعف الجنسي. ويقال أن أبو حكيمة كان يتفاخر بشعره هذا بقوله: «والله إنه لا شريك لي في هذا الفن، وإني قد تفردت به من دون الخلق».
توفي حوالي العام 240 هـ وهو في طريقه إلى الحج.ويذكر ابن النديم أن لأبي حكيمة ديواناً يقع في سبعين ورقة، ولكن لم يصل إلينا سوى إحدى وثلاثين ورقة في كل منها ستة وعشرون سطراً.ومن أشهر تلامذته: أبو الفضل أحمد بن أبي طاهر، وبينهما أخبار.